# Marie-Alix de Putter
Pour les articles homonymes, voir De Putter.
Marie-Alix de Putter est une écrivaine franco-camerounaise. En septembre 2021, elle intègre le classement des 30 personnalités innovantes d’Afrique, réalisé par le magazine américain Quartz.

## Biographie

### Origine et études
Marie-Alix de Putter est née à Paris et a grandi au Cameroun avant de poursuivre ses études en France. Au Cameroun, elle a passé son enfance, entre Douala, Yaoundé, Kumba et Garoua. Marie-Alix de Putter est titulaire de trois masters II (sciences politiques, gestion de projet et communication d’entreprise), d’un Executive MBA (management d’entreprise et communication) du CELSA et d’un certificat de la Harvard Business School (Authentic Leader Development).

### Carrière professionnelle
Marie-Alix de Putter est la fondatrice et présidente de la Bluemind Foundation, une organisation internationale dont la mission est de déstigmatiser la santé mentale et de rendre les soins accessibles partout et à tou.te.s en Afrique.
Par ailleurs, Marie-Alix de Putter est la fondatrice et PDG de Hemley Productions[source insuffisante], une société de production de contenu média qui développe et produit des histoires qui touchent et inspirent l'action. Avec plus de quinze ans d’expérience dans les secteurs public et privé, en Marketing, Communication et Affaires Publiques, elle a été la directrice de la marque et de la communication pour l’Afrique du groupe marocain OCP S.A.
Conférencière, son histoire et son travail ont été lus et regardés par plus de 280 millions de personnes sur différents canaux, dont les principaux médias nationaux et internationaux comme Voice of America, TV5 Monde, BBC Afrique, Jeune Afrique, RFI, Amina, Canal Plus, Life TV, couvrant plus de 130 pays dans le monde.

### Décès de son époux
Le 8 juillet 2012, Éric de Putter, est tué sur le campus de l’Université protestante d’Afrique centrale, à Yaoundé,. Il était un professeur de théologie envoyé en mission au Cameroun par le Service protestant de mission.

## Engagement social

### En faveur des femmes
Marie-Alix de Putter est cofondatrice de The Okwelians, un Think Do Tank réunissant des femmes et des hommes camerounais de moins de 40 ans rassemblés autour de l’envie de promouvoir, grâce à un leadership éthique, une culture de l’innovation sociale au Cameroun et en Afrique. Elle a aussi créer The Sisters Invest, un réseau international de femmes business angels qui se mobilise pour investir dans les femmes, pour les femmes afin de faire progresser la place des femmes en Afrique. Par ailleurs, elle a créé en juillet 2018The Map, un podcast dans lequel elle échange avec des femmes inspirantes qui ose venir parler avec simplicité de son parcours de vie et des livres qui l’ont façonnée. Parmi les invitées du podcast qui a dépassé le million d’écoutes grâce à des partenariats avec des radios, Amandine Gay, Aude de Thuin, Candace Nkoth Bisseck, Marie Eloy, Aminata Kane[U5], Diane Audrey Ngako , Khadidja Idrissi Janati.   
Sensible à la cause des femmes en littérature, Marie-Alix de Putter a lancé en 2018 myreadingchallenge54[U8]  – Reading African Women, qui consiste à lire 54 écrivaines africaines, des 54 pays d’Afrique, en 54 semaines. Le programme en est à sa deuxième édition. On y trouve des autrices telles que Fatou Diome, Nadine Gordimer, Nawal El Saadawi, Léonora Miano, Chimamanda Ngozi Adichie, Scholastique Mukasonga, Ama Ataa.

### En faveur de la santé mentale
Marie-Alix de Putter est une militante de la santé mentale. Elle est la fondatrice et présidente de la Bluemind Foundation, une organisation internationale fondée en 2017 dont la mission est de déstigmatiser la santé mentale et de rendre les soins accessibles partout et à tous en Afrique. Marie-Alix de Putter et Carl Manlan plaident pour une mobilisation générale des secteurs public et privé du continent afin de sortir du déni.

## Prix et distinction
À la fin du mois de septembre 2021, Marie-Alix de Putter a intégré le classement des 30 personnalités innovantes d’Afrique, réalisé par le magazine américain Quartz.

## Marie-Alix de Putter est l’autrice de trois ouvrages
- Aime, ma fille, aime ! (Ampelos, 2019)
- Capitaine Eva, Planète j’aime lire, numéro 54, janvier 2021
- Kumba Girl

Aime, ma fille, aime !  est un livre autobiographique adressé à sa fille Rachel et dans lequel Marie-Alix raconte l'histoire de son époux Eric de Putter, jeune professeur de théologie au Cameroun, assassiné à Yaoundé quelques jours avant leur retour en France. À leur fille, Marie-Alix de Putter donne une leçon d’espérance. Peu importe la souffrance et la difficulté des épreuves traversées, choisir la vie est une option téméraire, mais c’est celle qu’elle a choisie.
Au-delà de sa tragédie personnelle, le récit universel de Marie-Alix de Putter touche chacune et chacun, et peut permettre à tous ceux qui, comme elle, ont vécu un déchirement, quel qu’il soit, de retrouver le courage pour résister et surmonter les obstacles.
« Vois-tu, être forte ne veut rien dire quand tout va bien. Les épreuves de vérité, ce sont les tourments. En lisant ces lignes écrites pour toi, tu comprendras d’où viennent ces principes que je te répète sans cesse, afin que tu les fasses tiens si tu les veux. L’amour, il ne reste que cela quand tout est terminé. Puisque tout ce qui naît un jour, meurt, et que dans cette mort on n’emporte rien d’autre que l’amour donné et l’amour reçu. Aime, ma fille, aime ! »De plus, Marie-Alix de Putter collabore avec Planète J'aime Lire pour créer des histoires inédites et adaptées aux enfants du continent africain.